# São Paulo Athletic Club (rugby a 15)
Il São Paulo Athletic Club è un club brasiliano di rugby a 15 di San Paolo, fondato il 13 maggio 1888.
Partecipa al Super 10 ed è la società maggiormente titolata del Brasile.

## Storia
La sezione rugbistica della polisportiva nacque per volere del cofondatore Charles William Miller, già massimo promotore della squadra calcistica.
Tuttavia, l'interesse di Miller si concentrò ben presto in maniera esclusiva sul calcio, e il maggior contributo allo sviluppo della formazione di rugby venne dunque da James Mcintyre, personaggio di spicco della disciplina a San Paolo
Nel 1926 furono organizzate le prime sfide tra gli Stati del Brasile, che stavano vivendo un periodo di crescita per quanto riguardava il rugby a 15.
Anni dopo, nel 1950, lo SPAC fu il primo club rugbistico brasiliano a effettuare un tour all'estero, per la precisione in Uruguay.
Nel 1964 il club vinse il primo campionato nazionale (alla sua prima edizione), inaugurando una striscia di vittorie che vide la conquista consecutiva dei trofei fino al 1969.
Oltre ai sei campionati vinti in sequenza, il club ne vinse altrettanti negli anni successivi (peraltro ripetendo una serie di titoli dal 1974 al 1978).
Nel 2013 ritorna alla vittoria nel massimo campionato dopo un digiuno di 13 anni, battendo in finale il Pasteur Athletique Club.

## Palmarès
- Brasileirão: 13

1964, 1965, 1966, 1967, 1968, 1969, 1974, 1975, 1976, 1977, 1978, 1999, 2013
- Coppa del Brasile di rugby: 2

2005, 2008
- Campionato Paulista di rugby: 1

1999